# Discocyrtus emydeus
Discocyrtus emydeus is een hooiwagen uit de familie Gonyleptidae.